# Непотопляемый Сэм
Непотопляемый Сэм (англ. Unsinkable Sam) — корабельный кот, служивший в годы Второй мировой войны на немецком линкоре, британском эсминце, а позже на авианосце, пережил гибель всех трёх кораблей и умер на берегу в 1955 году.

## Служба

### «Бисмарк»

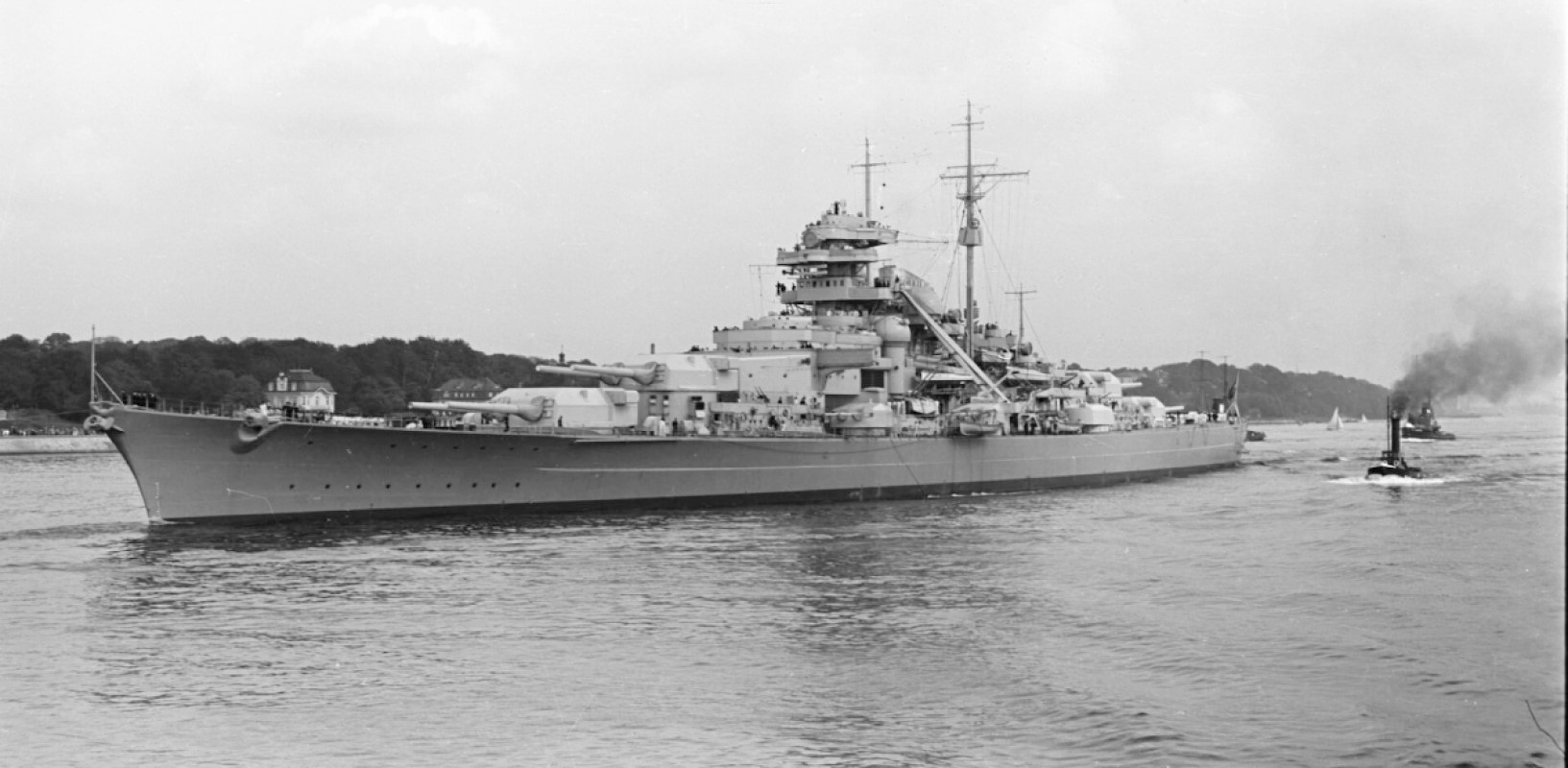
Линкор «Бисмарк»

Кот чёрно-белого окраса был пронесён на борт германского линкора «Бисмарк» неизвестным матросом, давшим животному кличку Отто. 18 мая 1941 года «Бисмарк» выступил из Готенхафена с приказом топить британские торговые суда. Девять дней спустя, 27 мая 1941 года, линкор был потоплен британской эскадрой, причём спаслись лишь 116 моряков из 2200. Несколько часов спустя кот, плававший на обломках корабля, был замечен английскими моряками с возвращающегося на базу эсминца «Казак» и взят на борт.
При этом экипажу эсминца не удалось спасти ни одного человека. Не зная настоящего имени кота, английские моряки дали ему прозвище Оскар.

### «Казак»

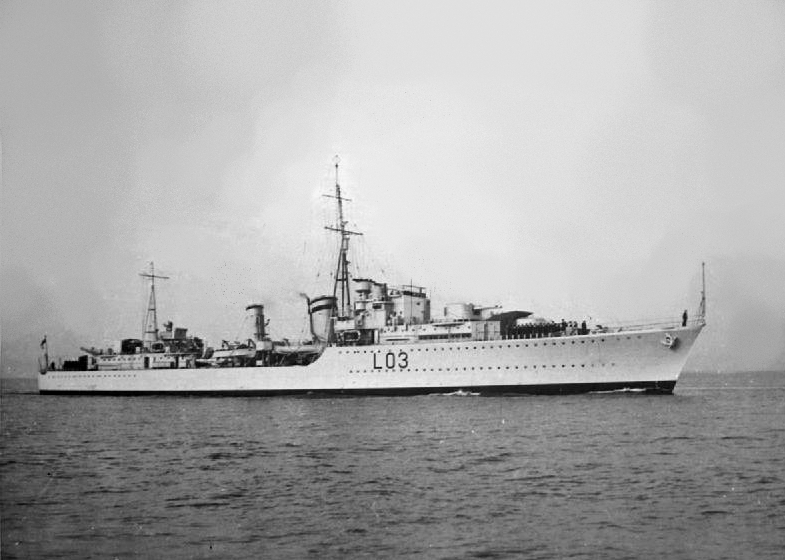
Эсминец «Казак»

Следующие несколько месяцев Оскар провёл на борту эсминца, в это время сопровождавшего несколько конвоев в Средиземном море и Северной Атлантике. 24 октября 1941 года «Казак», находясь в эскорте конвоя HG-75, следовавшем из Гибралтара в Ливерпуль, был торпедирован немецкой подводной лодкой «U-563».
Экипаж корабля перешёл на эсминец «Легион», а попытки отбуксировать тяжело повреждённый корабль обратно в Гибралтар не увенчались успехом из-за ухудшающихся погодных условий. 27 октября эсминец затонул. Немецкая торпеда, угодившая в носовую часть корабля, стала причиной гибели 159 английских моряков, однако Оскар выжил и на этот раз. Некоторое время он провёл на берегу в Гибралтаре.

### «Арк Ройял»

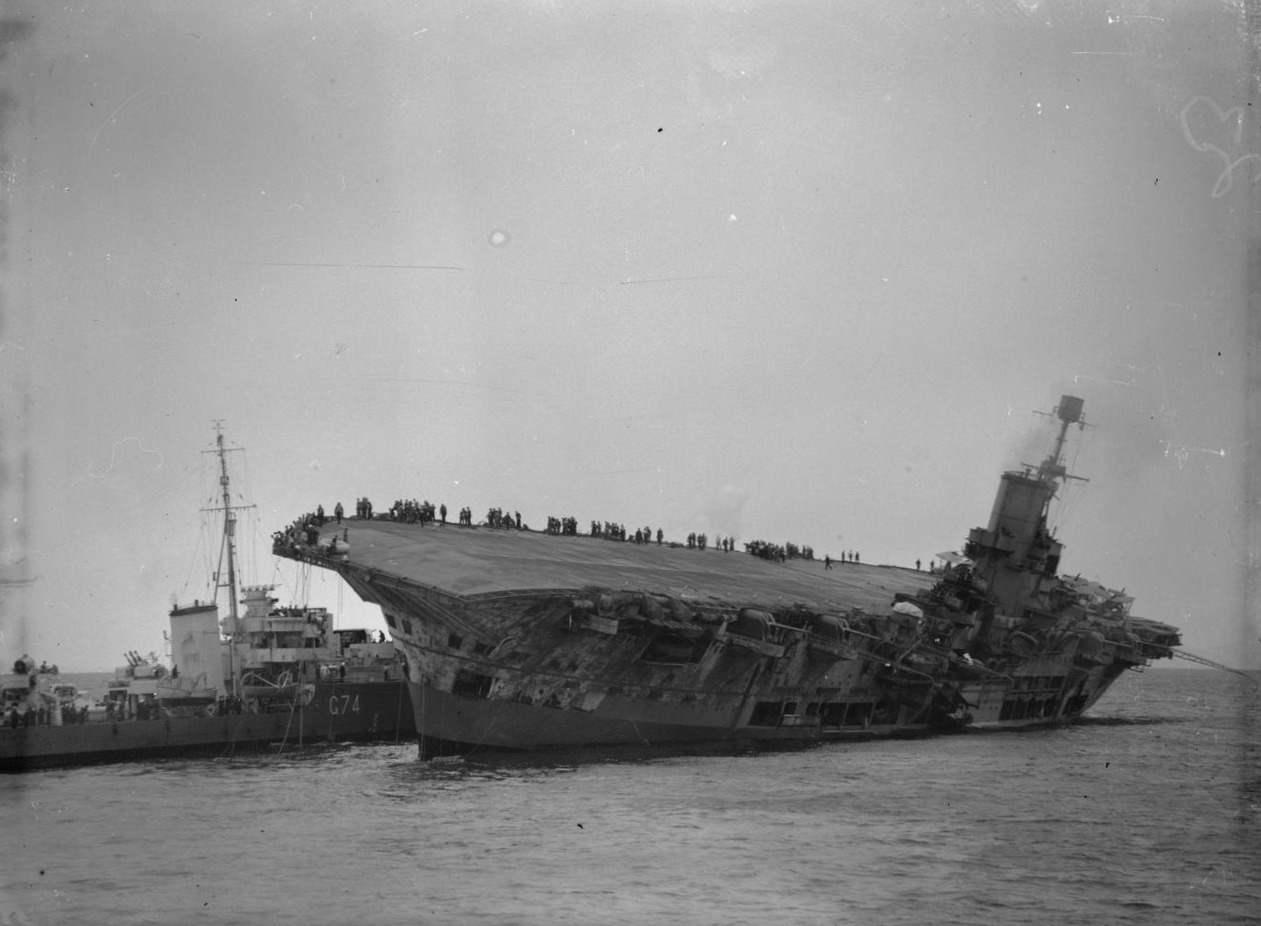
Тонущий авианосец «Арк Ройял»

После гибели «Казака» кот получил от англичан прозвище «Непотопляемый Сэм» и был перенесён на авианосец «Арк Ройял», самолёты которого сильно поспособствовали гибели его первого корабля — «Бисмарка». 14 ноября авианосец, возвращаясь с Мальты, был торпедирован немецкой подводной лодкой «U-81». Попытки взять на буксир тонущий корабль вновь оказались бесплодными, и «Арк Ройял» затонул в 30 милях к востоку от Гибралтара. Однако все до единого моряки и лётчики, а с ними и Сэм, были спасены подошедшими на помощь судами. Несколько моряков, вместе с Сэмом цеплявшиеся за обломки корабля, были подобраны патрульным катером.
Выжившие были переведены сначала на эсминец «Лайтнинг», а затем вновь на эсминец «Легион», уже участвовавший ранее в спасении Сэма. «Легион» был потоплен в результате авианалёта четыре месяца спустя — 26 марта 1942 года, а «Лайтнинг» — немецким торпедным катером «S-55» 12 марта 1943 года.

## Дальнейшая жизнь

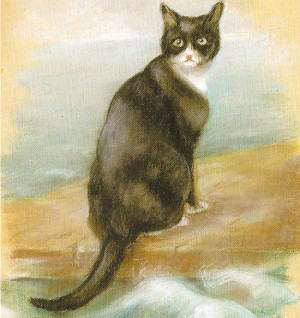
Пастельный рисунок кота

После гибели авианосца было решено оставить кота на берегу. Сэм некоторое время жил в канцелярии генерал-губернатора Гибралтара, но вскоре был отправлен в Великобританию, где и встретил окончание войны в Белфасте.
Непотопляемый Сэм умер на берегу в 1955 году. Пастельный рисунок героического кота, выполненный художницей Джорджиной Шоу-Бейкер, был помещён в Национальный морской музей в Гринвиче.

## Комментарии
1. ↑  В некоторых источниках имя кота указывается как «Оскар» или как «Кот с Бисмарка».
2. ↑  По Международному своду сигналов поднятый флаг «О» («Оскар») означает «Человек за бортом»